# Viktor Klima
Viktor Klima (Schwechat, 4 giugno 1947) è un dirigente d'azienda ed ex politico austriaco.

## Biografia
Laureato all'Università di Vienna, ha ricoperto la carica di Cancelliere fra il 1997 ed il 2000. Fa parte del SPÖ.